# Dakuidae
De Dakuidae is een familie uit de orde Acoela.

## Geslachten
De volgende geslachten zijn bij de familie ingedeeld:
- Daku Hooge, 2003
- Notocelis Dörjes, 1968
- Philactinoposthia Dörjes, 1968